# Ніко Бунгерт
Ніко Бунгерт (нім. Niko Bungert, нар. 24 жовтня 1986, Бохум) — німецький футболіст, що грав на позиції центрального захисника, зокрема за «Майнц 05», а також молодіжну збірну Німеччини.

## Клубна кар'єра
У дорослому футболі дебютував 2004 року виступами за другу команду «Шальке 04», в якій провів два сезони.
Протягом 2006—2008 років виступав у Другій Бундеслізі, де захищав кольори «Кікерс» (Оффенбах).
Влітку 2008 року перейшов до іншого клубу «Майнц 05». За результатами першого ж сезону у новій команді допоміг їй здобути підвищення в класі. Протягом наступних десяти років грав за «Майнц» у найвищому німецькому дивізіоні. Закінчив кар'єру виступами у його складі 2019 року.

## Виступи за збірну
Протягом 2008–2009 років залучався до складу молодіжної збірної Німеччини. На молодіжному рівні зіграв у 3 офіційних матчах.